# Lhakpa Sherpa
Lhakpa Sherpa (Makalu, 1973) és un alpinista xerpa nepalesa. És coneguda per haver escalat l'Everest deu vegades, més cops que cap altra dona al món. La seva desena ascensió va ser el 12 de maig de 2022 i la finançar mitjançant una campanya de micromecenatge. L'any 2000 es va convertir en la primera dona nepalesa a pujar i baixar l'Everest amb èxit. El 2016 va ser inclosa en la llista 100 Women de la BBC.

## Biografia
Sherpa va néixer en una cova de la regió i no va tenir cap educació formal. Va créixer a Balakharka, un poble de la regió de l'Himàlaia. Té 10 germans i és mare soltera de dues filles i un fill.
L'any 2000 va ser la líder d'una expedició patrocinada per Asian Trekking. El 18 de setembre de 2000 es va convertir en la primera dona nepalesa a assolir el cim de l'Everest i sobreviure (vegeu Pasang Lhamu Sherpa). Aquesta ascensió va ser formant part de la Nepali Women Millennium Expedition.
L'any 2003, Public Broadcasting Service va assenyalar que havia pujat l'Everest tres vegades, fet que era un rècord en l'esport femení. El maig de 2003 va arribar al cim amb la seva germana de 15 anys i el seu germà; Ming Kipa i Mingma Gelu.
L'any 2007 Sherpa havia pujat l'Everest sis vegades i el seu marit nou. Aquell any van organitzar una presentació sobre el seu viatge a l'Everest del 2007 solidària amb Quaker Lane Cooperative Nursery School. George Dijmarescu i Lhapka van pujar l'Everest 5 vegades junts. El 2016 va assolir el cim de l'Everest des del Tibet fent el seu setè cim.

## Ascensions
1. 2000
2. 2001[15]
3. 2003
4. 2004[17]
5. 2005[18]
6. 2006[19]
7. 2016[20]
8. 2017[21][1]
9. 2018
10. 2022[5]

- Expedició per escalar el K2 el 2010: no va fer cim però va arribar al campament 3 abans de renunciar a causa del mal temps.[14]
- Expedició a l'Everest el 2015: va arribar al camp base al Tibet, però va tornar enrere pels terratrèmols de primavera a l'Himàlaia[14] (vegeu també allaus de l'Everest de 2015 i terratrèmol del Nepal d'abril de 2015).